# Mitt liv är en dans
Mitt liv är en dans (originaltitel: Born to Dance) är en amerikansk musikal från 1936 med Eleanor Powell och James Stewart i huvudrollerna. Filmen regisserades av Roy Del Ruth.

## Handling
Sjömannen Ted Barker (James Stewart) och två kollegor är på permission i New York. Där träffar han Nora Paige (Eleanor Powell) som vill bli en dansös på Broadway. Kärleken blomstrar, även om den möter vissa problem och alla deltar i sång- och dansnummer.

## Om Filmen
Innehåller ett sällsynt musikalframträdande av James Stewart. Cole Porter skrev filmens musik och det var här hans I've Got You Under My Skin först framfördes. Sången blev Oscarsnominerad.

## Rollista
| Eleanor Powell    | – Nora Paige     |
| James Stewart     | – Ted Barker     |
| Virginia Bruce    | – Lucy James     |
| Una Merkel        | – Jenny Saks     |
| Sid Silvers       | – "Gunny" Sacks  |
| Frances Langford  | – "Peppy" Turner |
| Raymond Walburn   | – Captain Dingby |
| Alan Dinehart     | – McKay          |
| Buddy Ebsen       | – "Mush" Tracy   |
| Juanita Quigley   | – Sally Saks     |
| Reginald Gardiner | – Policeman      |